# 塔里夫維爾 (康乃狄克州)
塔里夫維爾（英語：Tariffville）是位於美國康乃狄克州哈特福縣的一個人口普查指定地區。

## 地理
塔里夫維爾的座標為41°54′30″N 72°45′50″W / 41.90833°N 72.76389°W，而該地最高點為海拔高度61米（即200英尺）。

## 人口
根據2010年美國人口普查的數據，塔里夫維爾的面積為1.69平方千米，當中陸地面積為1.56平方千米，而水域面積為0.13平方千米。當地共有人口1324人，而人口密度為每平方千米783人。